# 고려의 행정 구역

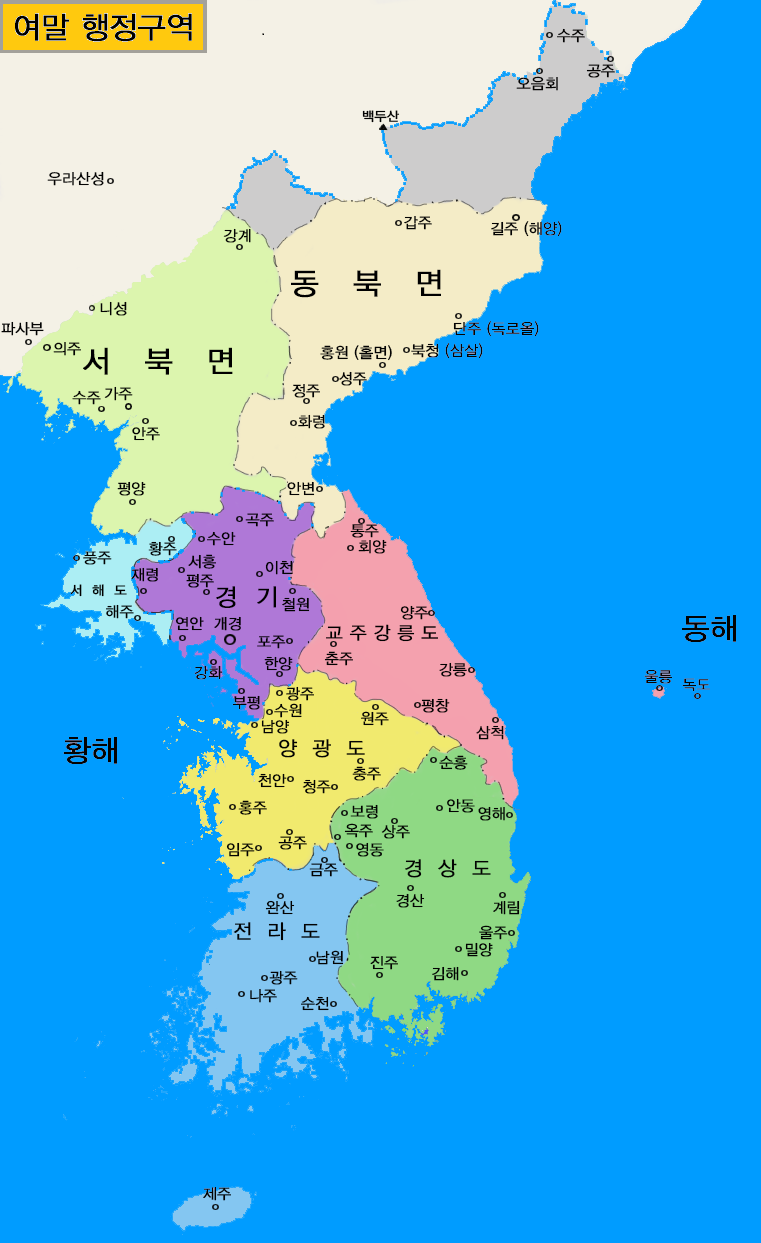
14세기 중후반 고려의 행정구역

고려의 행정 구역은 고려 건국 이래 수차례 변경되었다. 초기 행정 구역은 성종 초부터 정비되어, 성종대에는 지방행정상의 요지에 12목(牧)을 설치하였고 전국에는 십도제(十道制)가 시행되었다. 그러나 주 중심의 지방행정의 전통으로 인해 십도제는 지속되지 못하고 소멸되었다. 현종대에는 4도호(都護) 8목(牧)과 56지주군사(知州軍事) 28진장(鎭將) 20현령(縣領)을 설치하였다. 이 현종대의 지방관제가 고려시대의 기본구조가 되었다.
지방관제와 함께 고려시대의 최고 지방행정 구역으로는 경기와 함께 5도 양계가 있었다. 그 안에 3경·4도호부·8목을 비롯하여 군·현·진 등을 설치하였다.

## 목(牧)
고려 초 설치된 지방 행정 구역으로, 정3품 목사를 장관으로 삼았다. 지방행정의 중심으로 하급 행정단위인 군과 현보다 여러 가지로 우대를 받았다. 983년(고려 성종 2년) 양주(楊州)·해주(海州)·광주(廣州)·충주(忠州)·청주(淸州)·공주(公州)·진주(晋州)·상주(尙州)·전주(全州)·나주(羅州)·승주(昇州)·황주(黃州)의 12목을 설치하였으며 현종 때 광주·충주·진주·상주·전주·나주·황주의 8목으로 정비하였다.

## 십도
고려 성종 14년(995년) 때 설치된 십도(十道)는 당나라의 제도를 채용한 것으로서 지리적 조건을 고려해 설치한 지방 행정 제도이다. 감찰 기능을 주로하는 외직이라는 설이 있지만, 통념 상으로 행정구역 도에서 행정 책임자는 안찰사이다.
1. 관내도(關內道) : 양주(楊州, 남경), 광주(廣州), 황주(黃州), 해주(海州) 등 지금의 경기도와 황해도 일대. 예종 원년(1106년)에 양주, 광주 등은 양광충청주도(楊廣忠淸州道)에 합병되었고, 황주, 해주 등은 서해도가 되었다.
2. 중원도(中原道) : 충주(忠州), 청주(淸州) 등 지금의 충청북도 및 경기도 남부 일대. 예종 원년(1106년)에 양광충청주도(楊廣忠淸州道)에 합병되었다.
3. 하남도(河南道) : 공주(公州), 운주(運州, 홍성) 등 지금의 충청남도 일대. 예종 원년(1106년)에 양광충청주도(楊廣忠淸州道)에 합병되었다.
4. 영남도(嶺南道) : 상주(尙州) 등 지금의 경상북도 북부 및 충청북도 일부. 예종 원년(1106년)에 경상진주도(慶尙晉州道)에 합병되었다.
5. 영동도(嶺東道) : 경주(慶州), 금주(金州, 김해)가 관할하던 지금의 경상북도 남동부 및 경상남도 동부. 예종 원년(1106년)에 경상진주도(慶尙晉州道)에 합병되었다.
6. 산남도(山南道) : 진주(晉州)가 관할하던 지금의 경상남도 대부분. 예종 원년(1106년)에 경상진주도(慶尙晉州道)에 합병되었다.
7. 강남도(江南道) : 전주(全州), 영주(瀛州, 고부), 순주(淳州, 순창), 마주(馬州, 익산)등 지금의 전라북도 일대 및 충청남도 일부. 현종 9년(1018년)에 전라주도(全羅州道)에 합병되었다.
8. 해양도(海陽道) : 나주(羅州), 광주(光州), 정주(靜州, 영광), 승주(昇州, 순천), 패주(貝州, 보성), 담주(潭州, 담양), 낭주(朗州, 영암) 등 지금의 전라남도 일대. 현종 9년(1018년)에 전라주도(全羅州道)에 합병되었다.
9. 삭방도(朔方道) : 춘주(春州), 화주(和州), 명주(溟州) 등 지금의 강원도와 함경남도 일대. 정종 2년(1036년)에 동계가 되었다. 명종 8년(1178년)에 춘주(春州, 춘천), 동주(東州, 철원), 교주(交州, 회양) 등이 춘주도가 되었다가, 동주도(東州道), 원종 4년(1263년)에 교주도가 되었다.
10. 패서도(浿西道) : 서경(西京, 평양) 등 지금의 평안남도, 평안북도, 자강도 일대. 후에 북계로 개칭되었다.

십도제는 현종 대에 폐지되어 얼마 지속되지 못했으나, 이후의 도(道) 제도에 영향을 주었다.

## 5도 양계

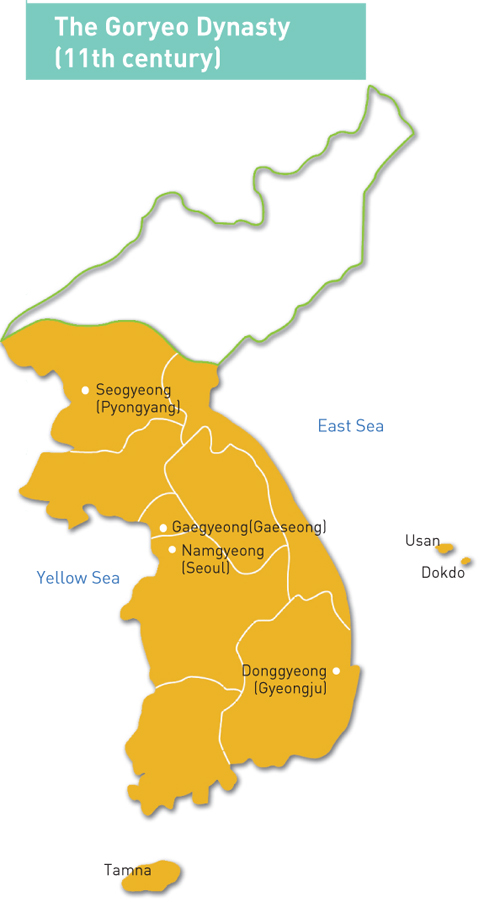
5도 양계

현종 대에 와서 10도 체제를 혁파하고 이후 전국을 5도(道)와 양계(兩界)로 나누었는데 이를 5도 양계라고 한다. 특히 양계에는 병마사(兵馬使)를 두어 군권(軍權)과 민정(民政)을 맡겨 당시 소란하였던 북방을 책임 지웠다 한다. 양계는 지금의 평안도 지방인 북계(北界)와 함경도 지방인 동계(東界)를 총칭하는 것이며, 북계를 서북면(西北面), 동계를 동북면(東北面)이라고도 했다.
- 양광도(楊廣道)
- 경상도(楊廣道)
- 전라도(全羅道)
- 교주도(交州道)
- 서해도(西海道)
- 동계(東界)
- 북계(北界)

당시 병존한 행정 구역으로 다음과 같은 것이 있다.
- 경기(京畿): 개경과 그 주변 지역으로 개성부(開城府)에서 통치하였으며, 5도 양계와는 분리된 행정구역이었다. 개경과는 별도로 서경(평양)에도 경기(西京畿)를 두었으나, 서경의 경기는 묘청의 난을 진압한 후 폐지되었다.
- 도(道): 상설 행정 기관이 없는 일반 행정 단위로서 안찰사가 파견되어 도내의 지방을 순찰하였다.
- 주군현(州郡縣): 주와 군, 현은 도의 하위 행정 단위로서 지방관이 파견되었다. 그러나 모든 현에 지방관이 파견되지는 않았으며, 일부 현에만 지방관을 파견하였다. 이때 지방관이 파견된 현을 주현(主縣), 그렇지 않은 현을 속현(屬縣)이라 불렀다. 또한 여러 주군현을 통괄하는 중간 행정 체계로서 계수관(界首官)을 두었는데, 이는 큰 고을의 수령으로서, 행정관 및 군정관, 순찰관의 직임을 맡았으며, 주로 경(京)·도호부(都護府)·목(牧)의 수령이 맡았다.
- 계(界): 북방 국경 지대에 설치된 북계와 동계를 가리키며, 이를 합해 양계라 불렀다. 병마사를 파견하였다.
- 진(鎭): 국방 요충지에 설치된 군사적인 특수 지역이며, 지방관을 파견하였다.

그밖에 경·도호부·목이나 향·소·부곡과 같은 행정 구역이 존재했고, 최하위 행정 구역으로 촌(村)이 있었다.

## 경(京)
고려의 삼경(高麗三京)은 ① 중경·서경·남경 ② 중경·서경·동경 ③ 서경·남경·동경을 일컫는다.
고려삼경은 도참사상(圖讖思想)에 따라 창건된 것으로, 시대에 따라 일정치 않았으나 대개 위의 세 가지를 말한다. 역대 왕이 이를 중요시하였다.
| “ | 고려 땅에 삼경이 있는데 송악(宋岳)이 중경이 되고 목멱양(木覓壤)은 남경이 되며, 평양이 서경이 되어 왕이 11·12·1·2월에는 중경에 거하고, 3·4·5·6월에는 남경에 머물고, 7·8·9·10월에는 서경에 머물면 36국(國)이 조공(朝貢)하리라. | ” |
|   | — 《도선기》, 풍수설(風水說) |   |

고려의 경(京)은 왕경(王京)으로서의 개경(開京), 태조 때 설치한 서경(西京: 평양), 987년(성종 6)에 경주를 고쳐 동경(東京)이라 하여 중경·서경과 함께 삼경의 체제를 갖추었고, 현종 때는 동경의 격(格)을 낮추어 경주라 하고 동경유수(東京留守)를 폐하였다가 후에 다시 설치하였다. 1067년(문종 21) 때 양주(楊州. 한양을 의미.)에 남경을 설치하여 실지로는 사경(四京)이었으나, 동경은 그 존폐가 잦았으므로 풍수설에 들지 못하게 되고 그 중요성을 잃게 되어 사경이라 하지 않고 보통 삼경이라 하였다.
따라서 남경이 설치되기 이전의 삼경은 중경(中京. 개경(開京)을 의미)·서경(西京)·동경(東京)이다. 남경이 설치된 후에는 왕이 순행하던 삼경은 중경·서경·남경이며, 왕경으로서의 개경을 제외한 삼경은 서경·동경·남경을 말한다.
1254년에 충주목을 국원경(國原京)으로 승격시키기도 했으나 곧 다시 충주목으로 격하되었다. 1269년에 서경을 원나라에 빼앗겨 동녕부가 되었다가, 1290년에 돌려받아 서경이 다시 설치되었다. 1308년에 동경을 계림부(鷄林府)로, 남경을 한양부(漢陽府)로 개편하고, 1369년에 서경에 만호부를 설치했다가 후에 평양부(平壤府)로 고치면서 경(京) 제도는 완전히 사라졌다.

## 도호부
고려시대의 행정 기관으로 고려 초기 지방제도가 정비되기 전에 지방을 통제하려는 목적으로 설치된 군사적 성격의 행정 기관이었으나, 지방제도가 정비되어감에 따라 점차 군사적 성격을 잃고 일반적인 행정 구역이 되어갔다. 최초로 설치된 도호부는 태조 원년(918년)에 설치된 평양대도호부(平壤大都護府)인데, 곧 서경으로 승격하면서 폐지되었다.
일반적으로 4도호부라고 부르지만 사실상 5도호부였다.
- 안동도호부(安東) : 성종 14년(995년)에 김주(金州, 김해)에 처음 설치되었다. 현종 3년(1012년)에 상주로 옮기면서 대도호부가 되고, 현종 5년(1014년)에 경주로 옮겼다. 1030년에 길주(吉州, 안동)로 옮기면서 안동부가 되었다. 명종 27년(1197년)에 안동부가 안동도호부로 승격하고, 신종 7년(1204년)에 대도호부로 승격하였다. 충렬왕 34년(1308년)에 복주목(福州牧)이 되었다가 공민왕 10년(1361년)에 다시 안동대도호부가되어 조선시대까지 이어졌고, 지금의 안동시가 되었다.
- 안서도호부(安西) : 성종 14년(995년)에 풍주(지금의 과일군)에 처음 설치되었다. 현종 9년(1018년)에 해주로 옮기고, 예종 17년(1122년)에 대도호부로 승격하였다. 고종 34년(1247년)에 해주목(海州牧)이 되면서 폐지되었다.
- 안남도호부(安南) : 후백제가 멸망한 직후 그 수도였던 전주에 처음 설치되었다가 태조 23년(940년)에 폐지되었다. 성종 14년(995년)에 낭주(朗州, 영암)에 다시 설치되고, 현종 9년(1018년)에 전주로 옮겼다가 13년(1022년)에 폐지되었다. 의종 4년(1150년)에 수주(樹州, 지금의 부평)에 다시 설치되었고, 고종 2년(1215년)에 계양도호부로 개칭했다가 충렬왕 34년(1308년)에 길주목(吉州牧)이 되어 폐지되었다.
- 안북도호부(安北) : 태조 14년(941년)에 팽원군(彭原郡)에 안북부(安北府)를 둔것이 시초이다. 성종 2년(983년에) 영주(寧州) 안북대도호부(安北大都護府)가 되었다. 고종 43년(1256년) 원나라의 공격을 받고 창린도로 피했다가 후에 다시 돌아왔다. 공민왕 18년(1369년)에 안주만호부(安州萬戶府)가 되었다가 안주목(安州牧)이 되어 조선시대로 이어졌고, 지금의 안주시가 되었다.
- 안변도호부(安邊) : 성종 14년(995년)에 화주(和州, 금야)에 처음 설치되었다. 현종 9년(1018년)에 등주(登州)로 옮겼다가, 원나라의 공격을 받고 양주(襄州, 양양)으로 옮겼다가 다시 간성(杆城)으로 옮기고, 충렬왕 24년(1298년)에 돌아와서 조선시대로 이어졌고, 지금의 안변군이 되었다.

## 같이 보기
- 개경